# Arroyo de Cañas
Arroyo de Cañas är en ort i Mexiko.   Den ligger i kommunen Papantla och delstaten Veracruz, i den sydöstra delen av landet, 230 km öster om huvudstaden Mexico City. Arroyo de Cañas ligger 53 meter över havet och antalet invånare är 126.
Terrängen runt Arroyo de Cañas är platt åt nordost, men åt sydväst är den kuperad. Runt Arroyo de Cañas är det ganska tätbefolkat, med 149 invånare per kvadratkilometer. Närmaste större samhälle är Gutiérrez Zamora, 13,3 km nordost om Arroyo de Cañas. Omgivningarna runt Arroyo de Cañas är en mosaik av jordbruksmark och naturlig växtlighet.